# Meuilley
Meuilley és un municipi francès, situat al departament de la Costa d'Or i a la regió de Borgonya - Franc Comtat. L'any 2007 tenia 457 habitants.

## Demografia

### Població
El 2007 la població de fet de Meuilley era de 457 persones. Hi havia 180 famílies, de les quals 28 eren unipersonals (8 homes vivint sols i 20 dones vivint soles), 68 parelles sense fills, 76 parelles amb fills i 8 famílies monoparentals amb fills.
La població ha evolucionat segons el següent gràfic:
Habitants censats

### Habitatges
El 2007 hi havia 209 habitatges, 183 eren l'habitatge principal de la família, 22 eren segones residències i 4 estaven desocupats. 203 eren cases i 4 eren apartaments. Dels 183 habitatges principals, 154 estaven ocupats pels seus propietaris, 22 estaven llogats i ocupats pels llogaters i 7 estaven cedits a títol gratuït; 2 tenien una cambra, 8 en tenien dues, 30 en tenien tres, 50 en tenien quatre i 92 en tenien cinc o més. 154 habitatges disposaven pel capbaix d'una plaça de pàrquing. A 60 habitatges hi havia un automòbil i a 112 n'hi havia dos o més.

### Piràmide de població
La piràmide de població per edats i sexe el 2009 era:
| Homes | Edats   | Dones |
| ----- | ------- | ----- |
| 0     | 95 o +  | 0     |
| 0     | 90 a 94 | 0     |
| 4     | 85 a 89 | 4     |
| 0     | 80 a 84 | 0     |
| 4     | 75 a 79 | 4     |
| 12    | 70 a 74 | 4     |
| 8     | 65 a 69 | 4     |
| 16    | 60 a 64 | 12    |
| 4     | 55 a 59 | 4     |
| 24    | 50 a 54 | 24    |
| 28    | 45 a 49 | 36    |
| 24    | 40 a 44 | 8     |
| 12    | 35 a 39 | 12    |
| 16    | 30 a 34 | 16    |
| 4     | 25 a 29 | 12    |
| 4     | 20 a 24 | 4     |
| 16    | 15 a 19 | 16    |
| 20    | 10 a 14 | 8     |
| 8     | 5 a 9   | 12    |
| 8     | 0 a 4   | 0     |

## Economia
El 2007 la població en edat de treballar era de 321 persones, 249 eren actives i 72 eren inactives. De les 249 persones actives 231 estaven ocupades (122 homes i 109 dones) i 18 estaven aturades (11 homes i 7 dones). De les 72 persones inactives 34 estaven jubilades, 24 estaven estudiant i 14 estaven classificades com a «altres inactius».

### Ingressos
El 2009 a Meuilley hi havia 177 unitats fiscals que integraven 436,5 persones, la mediana anual d'ingressos fiscals per persona era de 20.933 €.

### Activitats econòmiques
Dels 14 establiments que hi havia el 2007, 1 era d'una empresa de fabricació d'altres productes industrials, 3 d'empreses de construcció, 3 d'empreses de comerç i reparació d'automòbils, 1 d'una empresa d'hostatgeria i restauració, 1 d'una empresa immobiliària i 5 d'entitats de l'administració pública.
Dels 4 establiments de servei als particulars que hi havia el 2009, 1 era una lampisteria, 2 electricistes i 1 restaurant.
L'any 2000 a Meuilley hi havia 6 explotacions agrícoles.

## Equipaments sanitaris i escolars
El 2009 hi havia una escola maternal integrada dins d'un grup escolar amb les comunes properes formant una escola dispersa.

## Poblacions més properes
El següent diagrama mostra les poblacions més properes.